# Амадо Нерво
Амадо Нерво (ісп. Amado Nervo Amado Nervo, справжнє ім'я Хуан Крісостомо Руїс де Нерво-і-Ордас (ісп. Juan Crisóstomo Ruiz de Nervo y Ordaz Juan Crisóstomo Ruiz de Nervo y Ordaz) —  27 серпня 1870, Тепік, штат Наярит, Мексика, — 24 травня 1919, Монтевідео, Уругвай) — мексиканський поет, журналіст, просвітитель, належав до течії модернізму. Був мексиканським послом в Аргентині та Уругваї. Член-кореспондент Мексиканської академії мови. В поезії прославився використанням метафор і відсиланням до містицизму. Об'єктами його поезії часто виступали любов і релігія, християнство і юдаїзм. Нерво вважається одним з найважливіших мексиканських поетів XIX століття.

## Біографія
Амадо Нерво народився в місті Тепік, штат Наярит. У дитинстві він і його шестеро молодших братів і сестер були оточені турботою батьків. У віці тринадцяти років Нерво втратив батька. На творчість письменника вплинули ще дві смерті близьких йому людей. Його рідний брат Луїс, який також був поетом, покінчив життя самогубством. А після 11 років шлюбу пішла з життя дружина письменника — Ганна Сесілія Луїса Даілес (ісп. Ana Cecilia Luisa Daillez).
Після смерті батька Нерво залишає рідний дім. Свій перший навчальний досвід він отримав в Коледжі Св. Луїса Ґонсаґа (ісп. El Colegio de San Luis Gonzaga), розташованому в місті Хакона-де-Планкарта, штат Мічоакан. Після випуску Нерво вступив до Римо-католицької семінарії поруч з Самора-де-Ідальго. У навчальний план входили наука, біологія, філософія і курс права. Саме в семінарії у майбутнього письменника вперше прокинувся інтерес до містичних теорій, які згодом позначаться на його ранній творчості.
Після навчання у Нерво були плани стати священиком, проте безгрошів'я змусило його знайти роботу в Тепіку. Трохи пізніше він переїхав в Масатлан, штат Сіналоа, де по черзі працював в адвокатській конторі і в газеті «Вечірня пошта» (ісп. El Correo de la Tarde). Пізніше Амадо Нерво став успішним поетом, журналістом і міжнародним дипломатом.

## Творчість і популярність
Працюючи журналістом в газеті «Вечірня пошта», Нерво не залишився непоміченим.

"Газета кінця XIX століття «Вечірня пошта» мала честь надрукувати перші літературні твори Амадо Нерво. Всього двадцяти двох років від народження, Нерво став одним з найвидніших журналістів цієї газети і північно-західній Мексики того часу «.
Оригінальний текст (ісп.)
El periódico mazatleco de finales del siglo XIX El Correo de la Tarde tuvo el honor de transmitir sus primeros trabajos literarios fuera de su lugar de nacimiento. Con tan sólo 22 años de edad Nervo se enlista como periodista en el periódico más importante den noroeste de México en aquél tiempo.

У 1894 році письменник продовжив свою роботу в Мексиці, де його високо оцінили, і він здобув популярність. Нерво співпрацював з „Лазуровим журналом“ (ісп. ''Revista Azul ''). Сам журнал заснував Мануель Ґутьєррес Нахера, теж мексиканський письменник і журналіст, якого зараховують до представників іспано-американського модернізму.
Нерво із захопленням ставився до Ґутьєрреса як до попередника модернізму.
Робота журналістом і новинним репортером процвітала, і Нерво почав писати для таких видань, як „El Universal“, „El Nacional“, El Mundo».
У жовтні 1987 року газета «El Mundo» випустила додаток «La Comedia del Mundo», і Нерво був призначений відповідальним за загальний випуск. У січні 1898 року додаток отримав свою незалежність від газети «El Mundo» і почав випускатися окремо під назвою «La Comedia».
Нерво завоював національну літературну славу після публікації роману «Бакалавр» (исп. El Bachiller), а також кількох збірок віршів, у тому числі «Містичний» (ісп. Místicas) і «Чорна перлина» (исп. Perlas Negras).
У 1898 році Нерво і поет Хесус Валенсуела (ісп. Jesús Valenzuela) заснували «Сучасний журнал» (ісп. La Revista Moderna), який успадкував традиції «Лазурового журналу». Двоюрідний брат Нерво — Роберто Монтенеґро Нерво (ісп. Roberto Montenegro Nervo) був прославленим живописцем, і саме до нього звернувся Амадо за першими ілюстраціями до свого журналу.
Початок XX століття Нерво провів в Європі, переважно в Парижі. Там він викладав в la Academia Mexicana de la Lengua. У Парижі одна за одною виходять його книги: «Героїчна ліра» (ісп. Lira Heroica), «Голоси» (ісп. En voz baja), «Сади моєї душі» (ісп. Los jardines interiores). Там же Нерво публікує свої «Поеми» (ісп. Poemas publicada en París). Незважаючи на літературну славу, письменник постійно боровся з матеріальними труднощами. Нерво вирішив розбавити літературну діяльність дипломатичною службою — після повернення в Мексику його призначають послом в Аргентину і Уругвай.
З 1905 по 1918 роки письменник живе в Мадриді. Цей період виявився для нього надзвичайно плідним: він випускає не тільки статті, літературні дослідження, розповіді, але і створює ліричні сповіді «Напівголосно», «Безтурботність», «Незрушна кохана» (ісп. La amada inmóvil).

## Особисте життя
У 1901 році, коли письменник жив у Парижі, він познайомився з Анною Сесілією Луїс Даілез, на якій незабаром одружився. Вони прожили щасливо у шлюбі майже 12 років, а після — дружина померла. Для Нерво смерть дружини була великим горем, і він впав у відчай. У цей час він пише одну з найважливіших своїх робіт — «Незрушна кохана» (ісп. La Amada Inmóvil), яка була опублікована посмертно в 1922 році і була визнана шедевром любовної лірики письменника.
Після смерті дружини Нерво ходили чутки про те, що письменник відвідував її могилу щоночі протягом року.

## Смерть
Письменник помер 24 травня 1919 року в Монтевідео. Президент Уругваю Бальтасар Брум віддав наказ, щоб тіло Амадо Нерво було доставлено військово-морськими силами Уругваю назад в Мексику, де він був похований 14 листопада 1919 року в Ротонді видатних діячів на території цивільного пантеону Долорес (ісп. Panteón de Dolores) в Мехіко. Після смерті письменника латиноамериканська критика відзначала, що «з його смертю Америка втратила одного з найглибших і найпроникливіших зі своїх бардів — як поет він виконав найвищу місію: він об'єднав латиноамериканців духом і мовою своєї поезії».

## Спадщина
- У будинку, де народився письменник, зараз знаходиться музей, де можна знайти фотографії з архіву Нерво і його праці. Музей розташований на вулиці, названій на честь письменника[10].
- На честь Амадо Нерво названий головний аеропорт штату Наярит, розташований в місті Тепік.
- Ім'я письменника носить приватна школа в Камарго, штат Чіуауа.
- У 1929 році мексиканський письменник Франциско Монтерде (ісп. Francisco Monterde) видав біографічну книгу про Нерво, назвавши її «Amado Nervo».
- У 1943 році мексиканський поет Бернардо Ортіс де Монтейано (ісп. Bernardo Ortiz de Montellano) також видав працю про письменника з назвою «Образ, любов і смерть Амадо Нерво» (ісп. Figura, amor y muerte de Amado Nervo).

## Твори
- El bachiller, 1895 (роман, «Бакалавр»).
- Perlas negras, 1896, (поезія, «Чорна перлина»).
- Místicas, 1898 (поезія, «Містика»).
- El donador de almas, novela corta (1899) (поезія, «Приборкувач душ»).
- Poemas publicada en París, 1901 («Поеми, опубліковані в Парижі»)
- El éxodo y las flores del camino, poesía (1902) (поезія, «Вихід і придорожні квіти»).
- Lira heroica, poesía (1902) (поезія, «Героїчна ліра»).
- Los jardines interiores, poesía (1905) (поезія, «Сади моєї душі»).
- Almas que pasan, prosa (1906).
- En voz baja, poesía (1909) (поезія, «Напівголосно»).
- Ellos, prosa (проза, «Вони»)
- Juana de Asbaje, ensayo, biografía de Sor Juana Inés de la Cruz (1910).
- Serenidad, poesía (1912) (поезія, «Безтурботність»).
- Mis filosofías, 1912 (есе, «Моя філософія»).
- Elevación, 1916 (поезія, «Екзальтація»).
- El diablo desinteresado, novela (1916).
- Plenitud, prosa (1918) (проза, «Зрілість»).
- El estanque de los lotos, poesía (поезія, «Ставок лотосів») (1919).
- El arquero divino, poesía., También póstuma (1919).
- Los balcones, novela (1922) (поезія, «Балкони»).
- La amada inmóvil, 1922 (поезія, «Незрушна кохана»).
- «Кінець однієї ідилії», новела (Микола М. Палій. Палкою кров'ю (збірка новел). Видавництво Юліяна Середяка. Буенос-Айрес — 1978. 120 с.)